# Rothenberg bei Burguffeln
Rothenberg bei Burguffeln este o arie protejată (arie specială de conservare — SAC, sit de importanță comunitară — SCI) din Germania întinsă pe o suprafață de 27,47 ha, integral pe uscat.

## Localizare
Centrul sitului Rothenberg bei Burguffeln este situat la coordonatele 51°25′21″N 9°27′12″E / 51.4225°N 9.4533°E.

## Înființare
Situl Rothenberg bei Burguffeln a fost declarat sit de importanță comunitară în noiembrie 2004 pentru a proteja 7 specii de animale. Situl a fost protejat și ca arie specială de conservare în martie 2008.

## Biodiversitate
Situată în ecoregiunea continentală, aria protejată conține 5 habitate naturale: Lacuri eutrofice naturale cu vegetație de tip Magnopotamion sau Hydrocharition, Liziere de ierburi înalte hidrofile de câmpie și de nivel montan până la alpin, Fânețe de joasă altitudine (Alopecurus pratensis, Sanguisorba officinalis), Roci stâncoase cu vegetație pionieră de Sedo-Scleranthion sau Sedo albi-Veronicion dillenii, Păduri aluvionare cu Alnus glutinosa și Fraxinus excelsior (Alno-Padion, Alnion incanae, Salicion albae).
La baza desemnării sitului se află mai multe specii protejate:
- păsări (6): pescăruș albastru (Alcedo atthis), erete de stuf (Circus aeruginosus), presură de stuf (Emberiza schoeniclus), sfrâncioc roșiatic (Lanius collurio), gaia roșie (Milvus milvus), Tachybaptus ruficollis ruficollis
- amfibieni (1): triton cu creastă (Triturus cristatus)

Pe lângă speciile protejate, pe teritoriul sitului au mai fost identificate 2 specii de amfibieni, 2 specii de nevertebrate.